# 熱帶風暴芸蒂 (1999年)
熱帶風暴芸蒂（英語：Tropical Storm Wendy，國際編號：9914，中國大陸編號：9909，聯合颱風警報中心：20W，菲律宾大气地球物理和天文管理局：Mameng）是1999年太平洋台风季中的一個热带气旋，风暴於9月1日形成，於9月4日消散，维持了3天。
芸蒂於8月29日首次被監測，翌日被菲律宾大气地球物理和天文管理局升格為一熱帶低氣壓，不會兒聯合颱風警報中心為這個增強中的熱帶擾動發佈熱帶氣旋形成警報。9月1日，聯合颱風警報中心將它升格為熱帶低氣壓20W，2日再升格為熱帶風暴。芸蒂於9月4日早上於广东省汕尾市附近登陸，並迅速消散。
芸蒂為中國大陸東南沿海地區，尤其是浙江省温州市帶來破壞，造成至少133人死亡及3.093億美元（以1999年計算，下同）的經濟損失，因而被當地政府形容為「20世紀影響溫州最嚴重的風暴」。

## 發展過程
1999年8月29日，聯合颱風警報中心開始監測在雅蒲島東北方的一個雷雨區。翌日，一個廣闊的低層環流中心因受惠著高層環境而形成。當日晚上，菲律宾大气地球物理和天文管理局為它升格為一熱帶低氣壓，命名為「Mameng」，當時它位於帛琉西北約400英里（約645公里）處。當時在環流中心的邊緣有兩個強烈雷暴活動發展，並夾雜著強風。不久，聯合颱風警報中心基於人造衛星影像證實該低層環流中心開始發展而發佈熱帶氣旋形成警報，再於9月1日將這個熱帶擾動升格為熱帶低氣壓，編號為20W。
升格當時，這個熱帶低氣壓正位於菲律賓加丹都那斯島東南約175英里（約280公里）處，風速為30英里每小時（55公里每小時）。9月1日晚上，菲律宾大气地球物理和天文管理局將熱帶低氣壓Mameng升格為熱帶風暴。翌日早上，聯合颱風警報中心因這個熱帶低氣壓開始到達呂宋而將環流中心向北重新定位至200英里（320公里）處。該熱帶低氣壓掠過呂宋最北部，之後移離該地，聯合颱風警報中心將其升格為熱帶風暴，命名為芸蒂。
协调世界时9月3日0時，聯合颱風警報中心、菲律宾大气地球物理和天文管理局及日本氣象廳均報告芸蒂已達到其巔峰強度。而這次亦為菲律宾大气地球物理和天文管理局的最後報告，因為芸蒂已離開其專責範圍。聯合颱風警報中心報告芸蒂的巔峰強度為45英里每小時（70公里每小時）（一分鐘平均風速）；菲律宾大气地球物理和天文管理局報告芸蒂的巔峰強度為50英里每小時（80公里每小時）（十分鐘平均風速）；而日本氣象廳則報告芸蒂的巔峰強度為40英里每小時（65公里每小時）（十分鐘平均風速）。
12小時後，日本氣象廳將芸蒂降格為熱帶低氣壓。芸蒂繼續以西北向中國大陸東南沿海地區推進。在接近陸地之時，中心密集雲層區逐漸形成。芸蒂於9月4日早上於广东省汕尾市附近，即香港東北偏東140英里（225公里）處登陸，並迅速地減弱為一熱帶低氣壓，最後在山區消散。

## 影響

### 中国大陆
芸蒂消散後的殘餘雨帶在浙江省温州市造成至少133人死亡、59人失蹤、及超過2,600人受傷，被當地政府形容為「20世紀影響溫州最嚴重的風暴」。在當地有221萬人受影響，直接經濟損失約為2.77億美元。暴雨淹沒了超過2萬公顷農地，殺死了3.8萬牲畜，並在農業、林业、渔业和畜牧业造成了3,500萬美元的損失。另有54間大型公司被淹沒，引致了430萬美元的損失。暴雨亦摧毀約2,000間房屋，另有超過8,326間房屋受損，在部份地區的電力、通訊和交通受到中斷。

### 香港
當地懸掛最高風球信號： 一號戒備信號
香港天文台於9月3日凌晨3時45分懸掛一號戒備信號，當時芸蒂位於香港東南偏東約710公里處。受到芸蒂外圍的下沉氣流影響，香港於9月3日初時有煙霞，隨着芸蒂逐漸增強及移近，下午及黃昏時分有幾陣局部地區性雷暴。芸蒂在9月4日早上5時左右最接近本港，在香港東北偏東約230公里處掠過。尖沙咀天文台總部當時錄得最低每小時海平面氣壓為1002.8毫巴（百帕斯卡）。在香港由於受到地形影響，故此不受強風吹襲，亦沒有嚴重破壞的報告。隨著芸蒂在汕尾登陸及減弱為一低壓區，香港風勢於早上進一步減弱，所有熱帶氣旋警告信號於早上11時20分除下。

### 葡屬澳門
當地懸掛最高風球信號：  一號風球

## 關於颱風名稱
雖然芸蒂為中國大陸東南沿海地區帶來破壞，但「芸蒂」這個名字並無因此而退役。不過，因為新的熱帶氣旋命名系統於2000年起啟用，所以是次為最後一次使用。「芸蒂」這個名字仍然在北大西洋熱帶氣旋名單（列表五）上。

## 熱帶氣旋信號使用紀錄

### 香港
| 香港天文台 熱帶氣旋警告信號 | 香港天文台 熱帶氣旋警告信號 | 香港天文台 熱帶氣旋警告信號 |
| --------------------------- | --------------------------- | --------------------------- |
| 上一熱帶氣旋                | 一號戒備信號                | 下一熱帶氣旋                |
| 颱風森姆                    | 一號戒備信號                | 颱風約克                    |

### 葡屬澳門
| 地球物理暨氣象台 熱帶氣旋信號 | 地球物理暨氣象台 熱帶氣旋信號 | 地球物理暨氣象台 熱帶氣旋信號 |
| ----------------------------- | ----------------------------- | ----------------------------- |
| 上一熱帶氣旋                  | 一號風球                      | 下一熱帶氣旋                  |
| 颱風森姆                      | 一號風球                      | 颱風約克                      |